# Palthis bizialis
Palthis bizialis är en fjärilsart som beskrevs av Walker 1859. Palthis bizialis ingår i släktet Palthis och familjen nattflyn. Inga underarter finns listade i Catalogue of Life.